# Stedocys shilinensis
Espèce
Stedocys shilinensis est une espèce d'araignées aranéomorphes de la famille des Scytodidae.

## Distribution
Cette espèce est endémique de Hainan en Chine,. Elle se rencontre dans la grotte Shilin dans le xian de Baoting.

## Description
Le mâle holotype mesure 8,67 mm et la femelle paratype 9,87 mm.

## Étymologie
Son nom d'espèce, composé de shilin et du suffixe latin -ensis, « qui vit dans, qui habite », lui a été donné en référence au lieu de sa découverte, la grotte Shilin.

## Publication originale
- Wu, Luo & Li, 2017 : Nine new species of the spider genus Stedocys (Araneae, Scytodidae) from China and Thailand. Zoological Research, vol. 52, no 5, p. 215-242 (texte intégral).